# Cable One
Cable One est une opérateur internet américain.

## Histoire
En février 2021, Cable One annonce l'acquisition de la participation qu'il ne détenait pas dans Hargray Communications, soit 85 % de celui-ci, pour 2,2 milliards de dollars.